# Великая математика. От Пифагора до 57-мерных объектов. 250 основных вех в истории математики
«Великая математика. От Пифагора до 57-мерных объектов. 250 основных вех в истории математики» (англ. The Math Book) ― научно-популярная книга американского журналиста, популяризатора науки Клиффорда Пиковера. Книга впервые вышла в свет в 2009 году в США.

## Об авторе
Клиффорд Пиковер окончил привилегированный Йельский университет, после этого стал журналистом и известным популяризатором науки. Его перу принадлежат  более 40 научно-популярных книг по математике, физике, медицине, религии, информатике и т. д, многие из которых переведены на иностранные языки.

## Содержание
Книга содержит 250 одностраничных статей, посвященных вехам в истории математики. Каждая статья сопровождается соответствующим цветным изображением на всю страницу.
Каждая статья в доступной форме рассказывает и показывает описываемого математического достижения великих учёных различных эпох и стран. В частности автор пишет, что латинский перевод книги среднеазиатского учёного Аль-Хорезми «Краткая книга об исчислении аль-джабра и аль-мукабалы» (слово «аль-джабр» при этом означало операцию переноса вычитаемых из одной части уравнения в другую и его буквальный смысл «восполнение») (825 год) ввёл в Европе десятичную позиционную систему счисления. Или, например, первый крупный математик средневековой Европы Леонардо Пизанский, наиболее известный под прозвищем Фибоначчи (1170―1250), ввёл индуистско-арабские цифры и десятичную систему в Западную Европу.

## Отзывы
Американский математик-любитель, писатель, популяризатор науки Мартин Гарднер сказал о книге:

Клиффорд Пиковер, плодовитый писатель и бесспорный эрудит, составил великолепный справочник. 250 коротких статей представляют собой подлинную историю математики, сосредоточив внимание на ее величайших теоремах и гениях, которые их открыли. Темы хронологические, начиная с вычислительных способностей муравьи 150 миллионов лет до нашей эры и заканчивая недавнюю гипотезой Тегмарка, которая утверждает, наша внешняя физическая реальность является математической структурой. Подавляющая любовь доктора Пиковера к математике, и его страха перед своими тайнами, пропитывает каждую страницу этого прекрасного объема. Одни только иллюстрации стоят цены книги — 

## Издание в России
Книга была переведена на русский язык и вышла в свет в издательстве «Лаборатория знаний» в 2021 году. Переводчик ― C. Иванов. ISBN 978-5-00101-271-9.